# Молодые фашисты (Италия)
Молодые фашисты (итал. Giovane Fascista) — молодёжная организация в фашистской Италии, старшее возрастное подразделение Итальянской ликторской молодёжи, в которой состояли молодые люди в возрасте от 17 до 21 года. С 21 года итальянцы могли вступать в Национальную фашистскую партию.

## Униформа

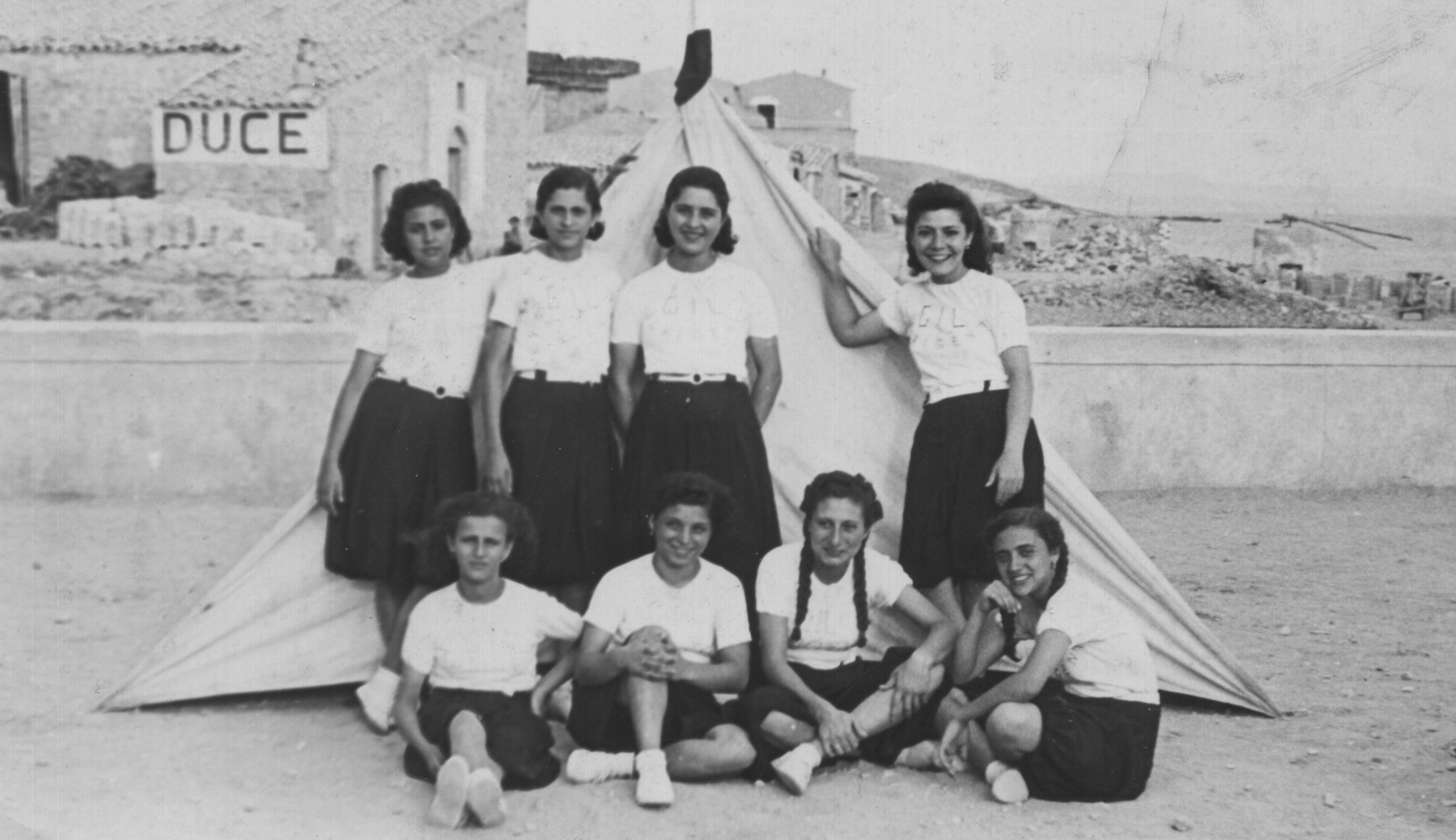
Группа девушек в униформе «молодых фашистов»

Униформа для юношей-членов организации включала:
- Чёрную рубашку спортивного типа;
- Бриджи;
- Длинные белые гетры;
- Военную сумку из серо-зелёного текстиля.

Униформа для девушек-членов организации состояла из:
- Белой блузки спортивного типа, заправленной в юбку;
- Длинную юбку из чёрной кожи;
- Шёлковые чулки «естественного» цвета;
- Чёрные кожаные ботинки;
- Белые перчатки.

В холодное время года униформа дополнялась тёплыми шерстяными кофтами для обеих полов; те, кто учился в университете, носили также фирменный университетский берет расцветки своего факультета, а также чёрную сумку с надписью GUF (Университетская фашистская группа (Gruppo Universitario Fascista)) вместо GIL (Gioventù Italiana del Littorio — Итальянская ликторская молодёжь), которая также наносилась на воротник рубашки и зимней кофты.
На левом нагрудном кармане крепились ленты, обозначавшие заслуги и награды члена организации. «Молодые фашисты» также носили медальон с буквой М в центре и надписью вокруг A.XVIII (восемнадцатый год «фашистской эры») и VINCERE («победить»).

## Оружие
Для занятий по военной подготовке «Молодых фашистов» использовались мушкеты 91 T.S. калибра 6,5 с саблей-штыком. В некоторых занятиях по военной подготовке участвовали и девушки.